# Kanonade von Valmy
1792

Porrentruy – Marquain – Quiévrain – Verdun – Thionville – Valmy – Lille – Mainz (1792) – Jemappes
1793

Aldenhoven I – Namur – Neerwinden – Mainz (1793) – Famars – Valenciennes (1793) – Arlon (1793) – Hondschoote – Meribel – Avesnes-le-Sec – Pirmasens – Toulon – Fontenay-le-Comte – Cholet – Lucon – Trouillas – Dünkirchen – Le Quesnoy – Menin I – Wattignies – Weißenburg I – Biesingen – Kaiserslautern I – Weißenburg II
1794

Boulou – Landrecis – Menin II – Mouscron – Martinique – Guadeloupe – Tourcoing – Tournai – Kaiserslautern II – San-Lorenzo de la Muga – 13. Prairial – Fleurus – Kaiserslautern III – Vosges – Aldenhoven II
1795

Cornwallis’ Rückzug – Genua – Groix – Hyeres – Handschuhsheim – Mainz (1795) – Mannheim – Loano
1796

Montenotte – Millesimo – Dego – Mondovì – Lodi – Borghetto – Castiglione – Mantua – Siegburg – Altenkirchen – Wetzlar – Kircheib – Kehl – Kalteiche – Friedberg  – Malsch – Neresheim – Sulzbach – Deining – Amberg – Würzburg – Neufundland – Rovereto – Bassano – Limburg – Biberach I – Emmendingen – Schliengen – Caldiero – Arcole – Irland
1797

Fall von Kehl – Rivoli (1797) – St. Vincent – Diersheim – Santa Cruz – Neuwied – Camperduin
Die Kanonade von Valmy vom 20. September 1792 war eine nicht durchgefochtene Schlacht im Ersten Koalitionskrieg zwischen dem preußischen Kontingent der antifranzösischen Koalition und der französischen Revolutionsarmee. Ein Artillerieduell in der Nähe des Dorfes Valmy brachte die Interventen auf ihrem Weg nach Paris zum Stehen. Nach zehntägigem Zögern traten sie den Rückzug an.
Der Erfolg der Revolutionsarmee beeindruckte die Zeitgenossen tief und wurde zum Mythos, der bis in die Gegenwart andauert.

## Vorgeschichte
Angesichts der Französischen Revolution hatte der römisch-deutsche Kaiser Leopold II. 1791 die Monarchen Europas zur Unterstützung König Ludwigs XVI. aufgefordert. In der Pillnitzer Deklaration vom 27. August 1791 drohten Leopold, König Friedrich Wilhelm II. von Preußen und Prinz Karl von Artois, der Bruder Ludwigs XVI., Frankreich mit einer militärischen Intervention, wenn die Monarchie dort angetastet würde. Dieser Koalition schlossen sich weitere deutsche Fürsten an.
Die Bedrohung führte in Paris zur Radikalisierung durch die Girondisten. Frankreich erklärte am 20. April 1792 Österreich den Krieg und unternahm einen allerdings sofort fehlgeschlagenen Einfall in die Österreichischen Niederlande. Österreich hatte dort etwa 30.000 und im Breisgau 27.000 Mann stationiert.
Hintergrund waren „ebenso handfeste wie phantasievolle Territorialhoffnungen“ Preußens auf Kosten Frankreichs, denen österreichische Kompensationsüberlegungen entgegenkamen. Unabhängig davon griffen im Mai 1792 in Polen russische Truppen in einen Bürgerkrieg ein. Das benachbarte Preußen behielt vorsichtshalber die Masse der Armee im eigenen Land und setzte nur etwa ein Viertel seiner Streitkräfte gegen Frankreich ein.
Während in Frankreich ab Juni 1792 nach einem Aufruf der Regierung zehntausende Freiwillige zur Revolutionsarmee strömten, zog die Koalition im Juli eine Armee aus 46.000 Preußen, darunter 12.000 Reiter, mit 220 Geschützen und 6.000 Hessen in Koblenz zusammen. Am 8. Juli erklärte Frankreich Preußen den Krieg. Mitte August verteilte sich das 82.000 Mann starke französische Feldheer entlang der Ostgrenze auf vier etwa gleich große Armeen um Dünkirchen, Sedan, Metz und im Elsass.
Am 30. Juli marschierte die preußisch-hessische Hauptarmee unter dem Oberkommando von Generalfeldmarschall Karl Wilhelm Ferdinand von Braunschweig von Koblenz durch die Eifel nach Trier ab, gefolgt von einem etwa 4.500 Mann starken Korps aus französischen Adligen, die als Emigranten im Reich Zuflucht gefunden hatten. König Friedrich Wilhelm II., der in Paris als Befreier einziehen wollte, begleitete den Feldzug in Gesellschaft seiner morganatischen Ehefrau Sophie von Dönhoff und seiner Söhne Kronprinz Friedrich Wilhelm und Prinz Louis.

## Der Feldzug
Der 250 Kilometer lange Marsch zur französischen Grenze dauerte zwanzig Tage. In Frankreich erwiesen sich die Vorhersagen der Emigranten, wie das massenhafte Überlaufen der französischen Soldaten zu den Interventen und ein begeisterter Empfang der Befreier durch die Bevölkerung, als vollkommen unzutreffend. Ein anmaßendes, im Sinne der Emigranten verfasstes Manifest des Herzogs von Braunschweig vom 25. Juli hatte ihre feindliche Stimmung gesteigert. In Paris folgte am 10. August der Tuileriensturm, der Ludwig XVI. in die Gefangenschaft der radikalen Revolutionäre um Robespierre brachte.

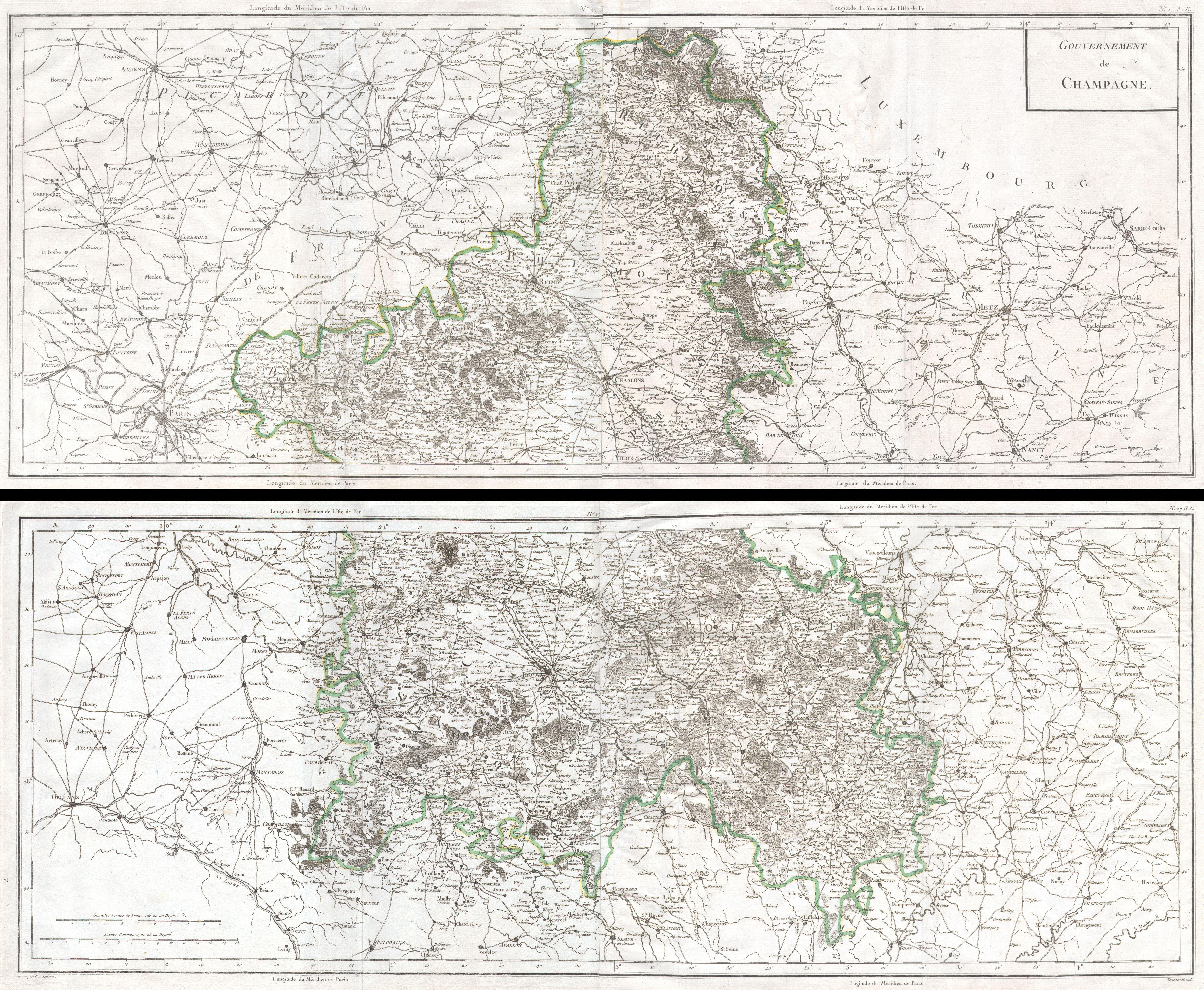
Karte der Champagne von P. F. Tardieu, 1797. Im oberen Teil der Kriegsschauplatz zwischen Longwy [Lonwy] und Valmy

Weil ihr Verpflegungssystem versagte, kam die Koalitionsarmee nur schleppend voran. Die hungernden und frierenden Soldaten, unter denen die Ruhr grassierte, begannen zu plündern. Aus Namur kommend, stieß vor der Festung Longwy der österreichische General Clairfayt mit 11.000 Mann zur Koalitionsarmee. Am 23. August kapitulierte Longwy nach kurzem Beschuss, und die Besatzung durfte abziehen. Dies wiederholte sich am 2. September bei der Übergabe der Festung Verdun. Dort blieb Braunschweig acht Tage stehen.
Der Weg nach Paris führte über die Argonnen, eine dicht bewaldete Bergkette mit wenigen Passstraßen. Der französische Befehlshaber General Charles-François Dumouriez, der an der Spitze einer bei Sedan zusammengezogenen Armee stand, hatte genügend Zeit, mit seinen knapp 30.000 Mann Anfang September den Pass bei La Croix-aux-Bois östlich von Vouziers, die Enge von Grandpré und den Pass von Les Islettes bei Sainte-Menehould zu blockieren. Optimistisch schrieb er an Kriegsminister Joseph Servan: „Das Feld von Grandpré und das von Les Islettes sind die Thermopylen, aber ich werde mehr Glück haben als Leonidas.“
Braunschweig setzte sich am 11. September in Bewegung, um bei Grandpré über die Argonnen zu gehen. Clerfayts Korps, durch 6.000 Preußen unter Generalleutnant Kalckreuth verstärkt, war als seine rechte Flankensicherung von Longwy nach Stenay marschiert. Am 12. September eroberte es den Pass bei La Croix-aux-Bois und überschritt die Argonnen. Dann schlug es bei Vouziers ein Korps in die Flucht, das Dumouriez ihm entgegengeschickt hatte. Dumouriez räumte daher in der Nacht zum 15. September Grandpré, ging aber wider Braunschweigs Erwarten nicht nach Westen, sondern nach Süden. Dorthin folgte ihm Braunschweig, indem er zwischen Dumouriez und Clairfayt einschwenkte. Damit blieben die Österreicher hinter den Preußen um einen Tagesmarsch zurück.

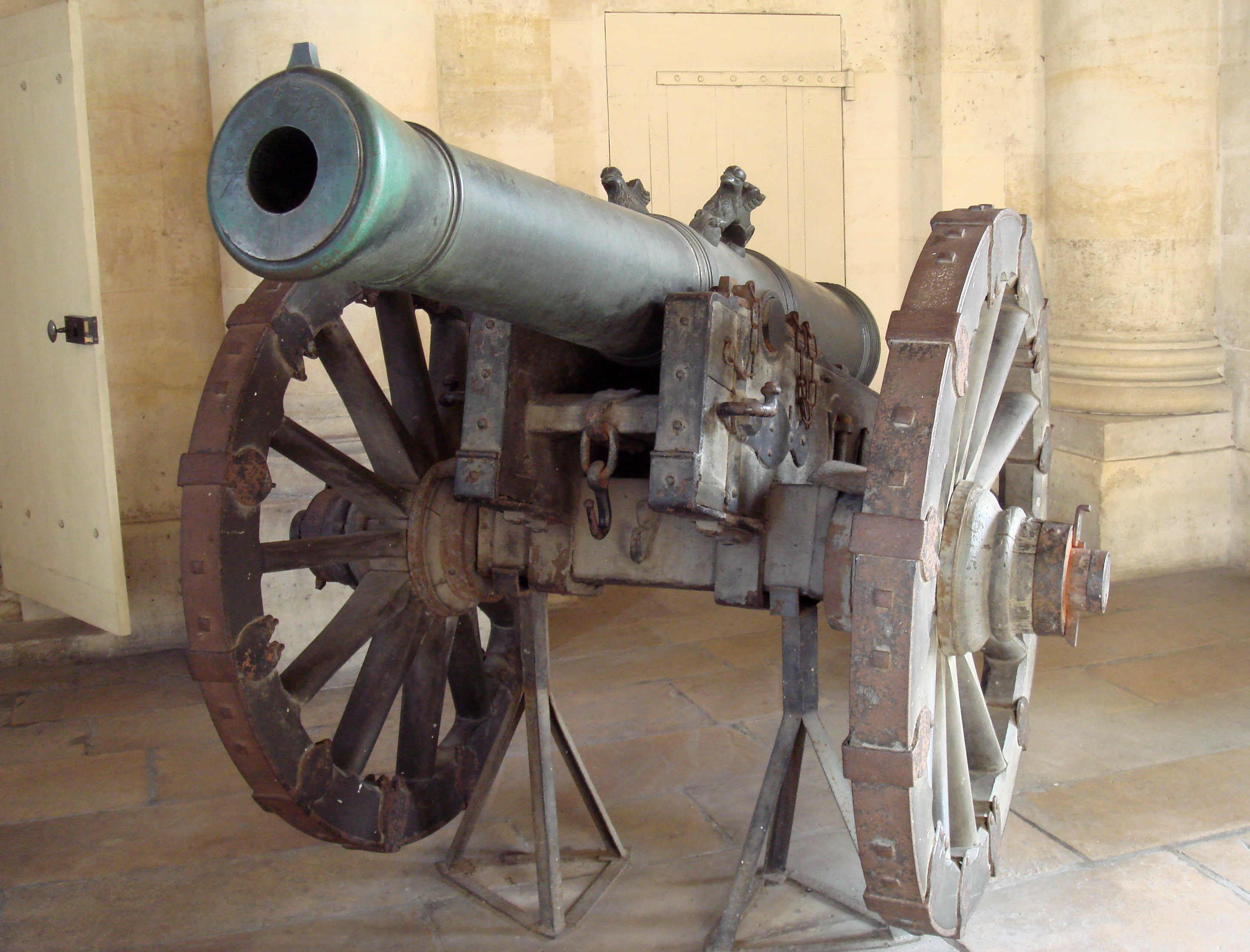
Französisches Feldgeschütz (12-Pfünder, System Gribeauval)

Bei Sainte-Menehould blieb Dumouriez stehen. Er erwartete das von Metz anrückende Korps François-Christophe Kellermanns, das nahezu ganz aus altgedienten Soldaten bestand. Am 19. September vereinigte es sich mit ihm. Dumouriez verfügte nun über gut 50.000 Mann, die eine Stellung bei dem Dorf Valmy bezogen. Seine Truppen litten unter Offiziersmangel, weil viele ehemals königliche Offiziere desertiert waren. Die Mannschaften bestanden je zur Hälfte aus alten Soldaten und nur kurz ausgebildeten und schlecht ausgerüsteten Freiwilligen. Letztere waren wegen der bisherigen Misserfolge moralisch angeschlagen.
Dagegen galt die hochprofessionelle französische Artillerie als intakt. Ihre Kanonen waren nach dem neuartigen Gribeauval-System hergestellt und damit den preußischen überlegen.

## Der 20. September 1792

### Die Kanonade und der erste preußische Angriff
Am Morgen des 20. September 1792 erreichten in Nebel und dichtem Nieselregen rund 35.000 Preußen unter dem Herzog von Braunschweig die noch im Aufmarsch begriffenen Franzosen unter Dumouriez und Kellermann. Von dem Höhenzug bei Valmy aus, auf dem eine Bockwindmühle stand, nahm die französische Artillerie die nach Südosten marschierenden preußischen Kolonnen unter Beschuss. Die Reiterei unter Herzog Karl August von Sachsen-Weimar kehrte um und stellte sich für den Rest des Tages außerhalb der Reichweite der französischen Geschütze an der Straße von Châlons nach Sainte-Menehould auf. Die preußische Artillerie ging in Stellung und erwiderte das Feuer in Richtung der Mühle.
Während am Vormittag ein heftiges Artillerieduell entstand, formierten sich die gegnerischen Truppen mit verkehrten Fronten. Die Preußen hatten die von ihnen noch nicht besetzte Champagne im Rücken, die Franzosen die Aisne, dahinter die Argonnen und die preußisch besetzte Festung Verdun.
Nachdem sich am frühen Nachmittag der Nebel gehoben hatte, befahl Braunschweig seiner Infanterie, die auf dem Kamm einer Hügelkette angetretene Revolutionsarmee frontal in linearer Gefechtsformation anzugreifen. Nach „einigen hundert“ Schritten wurde gehalten, um die Bataillonsgeschütze vorzuziehen. Die französischen Reihen kamen angesichts des von klingendem Spiel begleiteten, mit mechanischer Präzision ablaufenden Aufmarschs und der Explosionen mehrerer eigener Munitionswagen bei der Mühle ins Wanken. Dann gelang es Kellermann, durch eine kurze, flammende patriotische Ansprache bei den Soldaten Mut und Zuversicht auszulösen. Die von den Preußen wahrgenommene Unruhe in der französischen Schlachtlinie legte sich, Schlachtgesänge und Hochrufe auf die Revolution tönten zu ihnen herüber.

### Zweiter Angriff und Abbruch des Kampfes

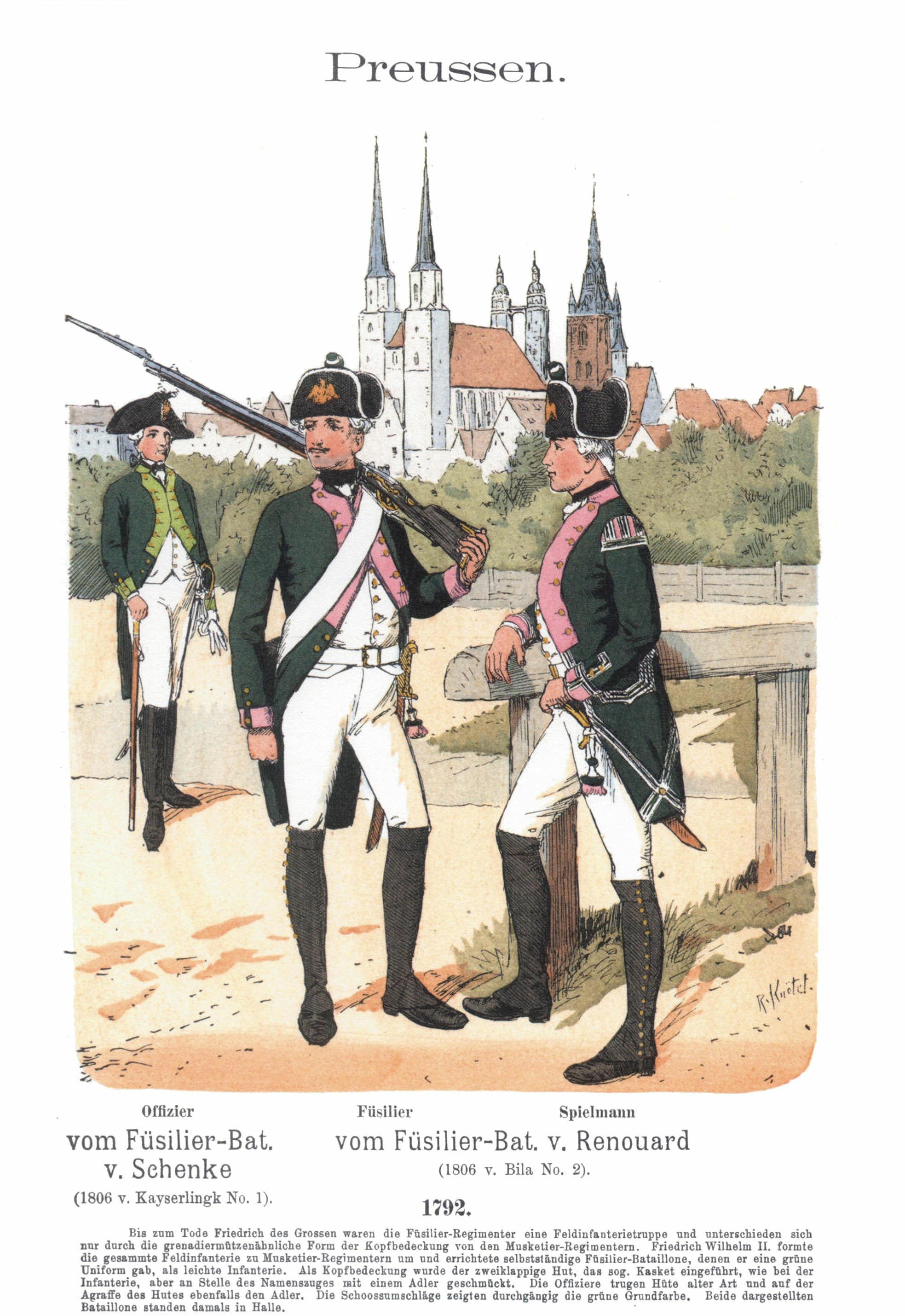
Preußische Füsiliere 1792. Aus dem Uniformwerk von Richard Knötel, 1890

Nun zögerte Braunschweig vier Stunden, während die Kanonade weiterging. Am Nachmittag befahl er den preußischen Bataillonen, weiter vorzurücken. Diesmal wankten die Franzosen nicht. In einer Entfernung von 1200 Schritten zu ihnen stoppte Braunschweig mit Zustimmung des Königs, der anfangs auf einer Entscheidungsschlacht bestanden hatte, den Angriff und die Preußen gingen zurück. Um 17 Uhr stellten beide Seiten das Artilleriefeuer ein, nachdem sie zusammen angeblich 40.000 Kanonenkugeln verschossen hatten.
Die Gründe für das Abbrechen des Gefechts durch Braunschweig lagen in seiner Furcht vor einem Misserfolg. Sein Angriff sollte über aufgeweichten, lehmigen Boden auf einen nun erkennbar kampfentschlossenen, vorteilhaft auf einer Anhöhe stehenden Gegner führen. Der Gegner war zahlenmäßig stärker und mit einer überlegenen Artillerie ausgestattet. Braunschweig und dann auch Friedrich Wilhelm erschien der Erfolg zu unsicher. Bei einem Misslingen hätte die Armee kein Hinterland gehabt, in das sie sich zurückziehen konnte, was schlimmstenfalls ihre Auflösung bedeutet hätte.
Die Verluste von rund 300 Toten und Verwundeten auf französischer und 184 auf preußischer Seite waren ungewöhnlich niedrig, weil die verschossenen Kugeln nach dem ersten Aufschlag im aufgeweichten Boden steckenblieben und nicht die Wirkung des Rollschusses entfalten konnten. Nirgends waren Soldaten auf Gewehrschussweite an den Gegner herangekommen. Von den 13 preußischen Infanterieregimentern verzeichneten sieben keine Verluste, zwei meldeten je einen Verwundeten und die übrigen vier insgesamt 109 Tote und Verwundete. Die rund 5000 Mann starke Reiterei beklagte einen Toten und 14 Verwundete. Die etwas höheren französischen Verluste resultierten aus den Munitionsexplosionen.
Als nach dem Ende der Kampfhandlungen in den Abendstunden Clerfayt mit seinem Korps im preußischen Lager eintraf, glich sich das Zahlenverhältnis beider Seiten aus.

## Verhandlungen und Rückzug

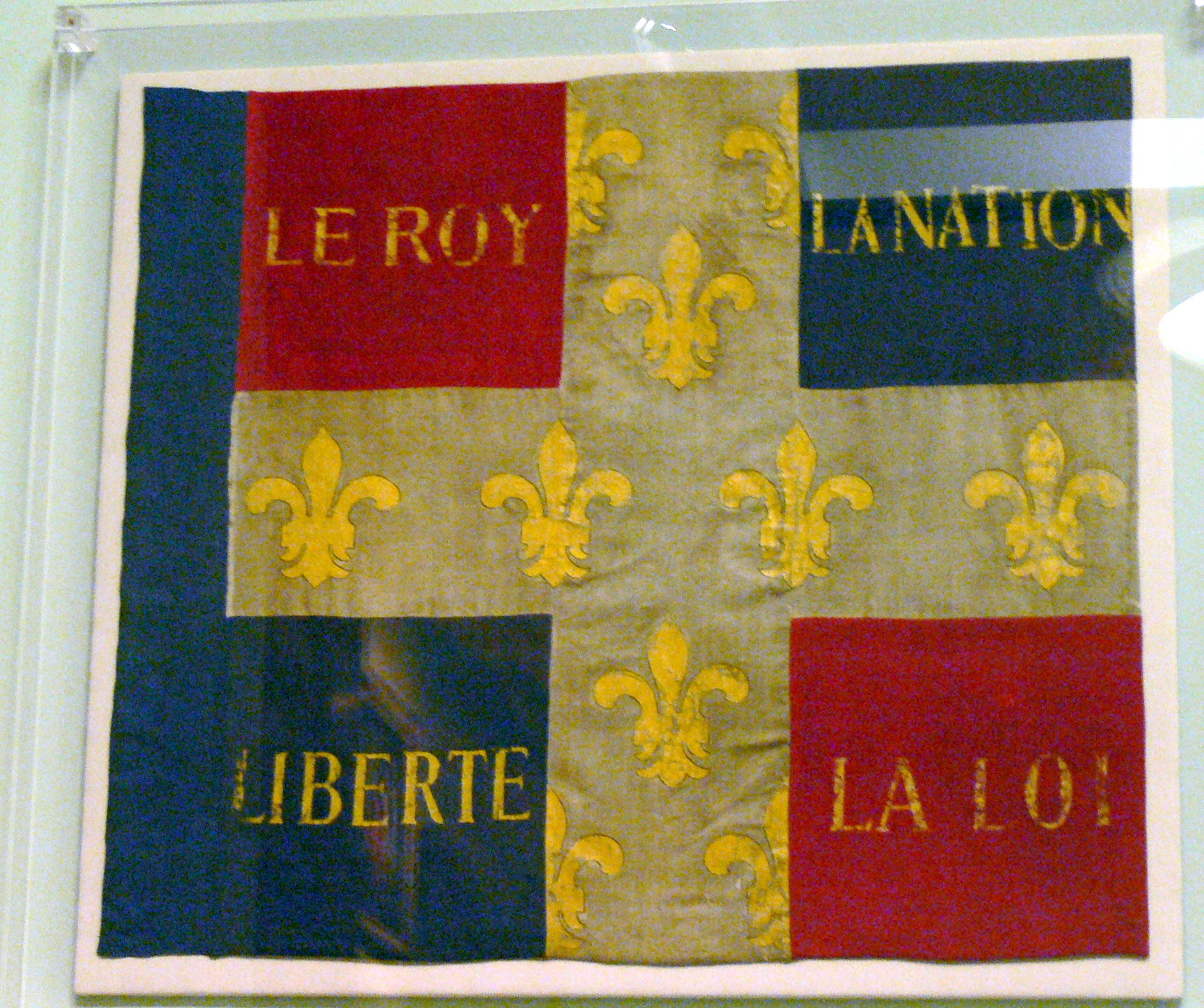
Infanteriefahne der Revolutionsarmee mit der Devise
„Der König, die Nation, Freiheit, das Gesetz“. Am Tag von Valmy war Frankreich noch konstitutionelle Monarchie.

In der preußischen Führung gewann der schon bei Feldzugbeginn vorhandene Gedanke die Oberhand, dass mit der relativ kleinen Invasionsarmee, selbst bei einer gewonnenen Schlacht, die Eroberung von Paris im Triumphzug, die Rettung des Königs und ein Sturz der revolutionären Ordnung in ganz Frankreich nicht zu erreichen waren. Nach der französischen Schlappe bei Vouziers hatte Friedrich Wilhelm am 14. September Dumouriez Frieden oder einen Wechsel ins Lager der Koalition in Aussicht gestellt. Er selbst wolle sich mit Garantien für den Fortbestand der Monarchie unter Ludwig XVI. begnügen. Dumouriez hatte jede Verhandlung zurückgewiesen.
Nun bot Dumouriez nach der Kanonade Friedrich Wilhelm den Austausch des abgefangenen preußischen Kabinettsrats Lombard gegen gefangene Franzosen an. Während einer informellen Waffenruhe führten unter diesem Vorwand Oberstleutnant Manstein und Dumouriez in Begleitung von François-Joseph Westermann Verhandlungen. Es ging um ein Ausscheiden Preußens aus der Koalition mit Österreich gegen Garantien in dem von Friedrich Wilhelm gewünschten Sinn. Infolge der Nachrichten aus Paris, besonders von den Septembermorden und der Ausrufung der Republik am 21. September, blieben die Verhandlungen ergebnislos. Es kam jedoch zum Austausch sämtlicher Gefangener.
Am zehnten Tag nach der Kanonade traten die Preußen, entmutigt und geschwächt durch Krankheiten, Hunger und Regen den Rückzug an. Dumouriez, der durch ständigen Zuzug nun über etwa 80.000 Mann verfügte, unterließ jede Verfolgung. Ebenfalls ungestört marschierte Clerfayts Korps in die Österreichischen Niederlande ab. Das besetzte französische Gebiet mitsamt den Festungen Longwy und Verdun gab Preußen auf. Hunderte erkrankte preußische Soldaten blieben in den Lazaretten zurück. Frankreich hatte ihre unbehelligte Heimkehr nach der Genesung zugesichert.
Inzwischen war eine französische Armee unter Adam-Philippe de Custine bei Landau in Deutschland eingedrungen, während das österreichische Breisgaukorps unter Fürst Esterházy untätig blieb, Kurpfalz-Bayern sich für neutral erklärte und auch die Landgrafschaft Hessen-Darmstadt von Feindseligkeiten absah. Am 21. Oktober kapitulierte die mit Kleinkontingenten der Reichsarmee bemannte kurmainzische Residenz- und Festungsstadt Mainz kampflos vor Custine.
Am Tag von Custines Einzug in Mainz überquerte die preußische Armee die Reichsgrenze nach Luxemburg. Die Kampagne in Frankreich war beendet. Noch auf französischem Boden hatte König Friedrich Wilhelm seine Soldaten ermuntert, zwecks Marscherleichterung ihre Patronen fortzuwerfen.

## Rezeption

### Mythos Valmy

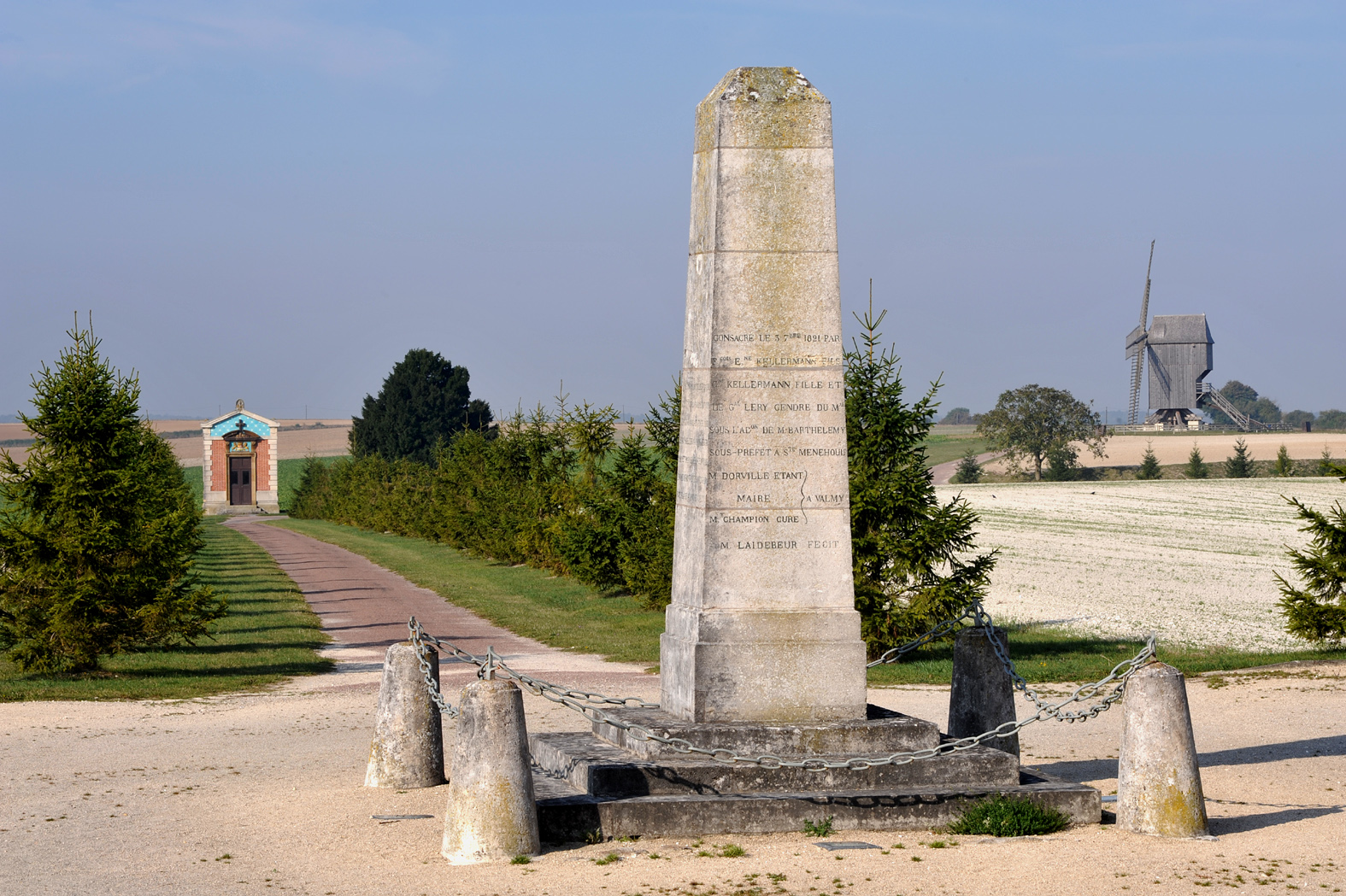
Kellermanns Obelisk. Im Hintergrund die Kapelle seiner Urenkelin, der Prinzessin Henriette Ginetti, und die im Jahr 2005 wiedererrichtete Mühle von Valmy

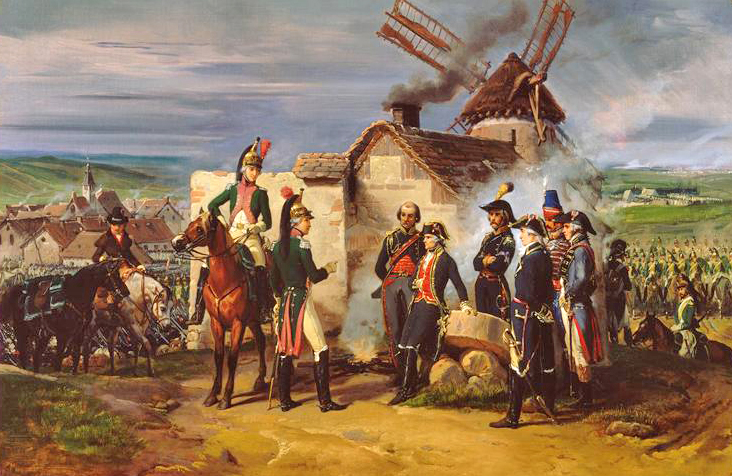
Éloi Firmin Féron: Der Herzog von Chartres bei Valmy. Historiengemälde aus dem Jahr 1848

Am 21. September 1792, einen Tag nach der Kanonade, wurde in Paris der König für abgesetzt erklärt und die Republik proklamiert. Die Nachricht vom „Sieg bei Valmy“ erlangte historische Bedeutung, weil das Stehenbleiben der Preußen als Erfolg des Konvents und damit der Republik erschien. Die Revolutionsarmee, die aus einer Mischung von altgedienten Soldaten und unerfahrenen Freiwilligen bestand, hatte bei Valmy bewiesen, dass sie der weit höher eingeschätzten preußischen Armee erfolgreich Widerstand leisten konnte. So festigte die Nachricht von Valmy die Herrschaft des Konvents in Paris. Die Überhöhung zum Mythos vom Wendepunkt, vom Sieg, hat, wie Crane Brinton 1934 schrieb, „wesentlich dazu beigetragen, Siege hervorzubringen, die keine Mythen waren“.
Napoleon Bonaparte erklärte den Tag von Valmy zum Beginn des französischen Siegeszugs in Europa und stellte ihn in die Tradition seines Kaisertums. Im Jahr 1804 verlieh er Kellermann in der noblesse impériale den Titel Duc de Valmy („Herzog von Valmy“). Die Nachfolger setzten die Ehrung Kellermanns fort. Unter der Regierung Ludwigs XVIII. wurde 1820 Kellermanns Herz in einem auf dem Schlachtfeld errichteten Obelisken beigesetzt.
Der „Bürgerkönig“ Louis-Philippe I., der als Herzog von Chartres Offizier der Revolutionsarmee war, ließ durch Gemälde von Jean Baptiste Mauzaisse (1784–1844) für das Nationalmuseum im Schloss Versailles die Kanonade (1835) sowie seinen Besuch auf dem Schlachtfeld als König im Jahr 1831 und 1848 von Éloi Firmin Féron seine Anwesenheit bei der Kanonade verewigen.

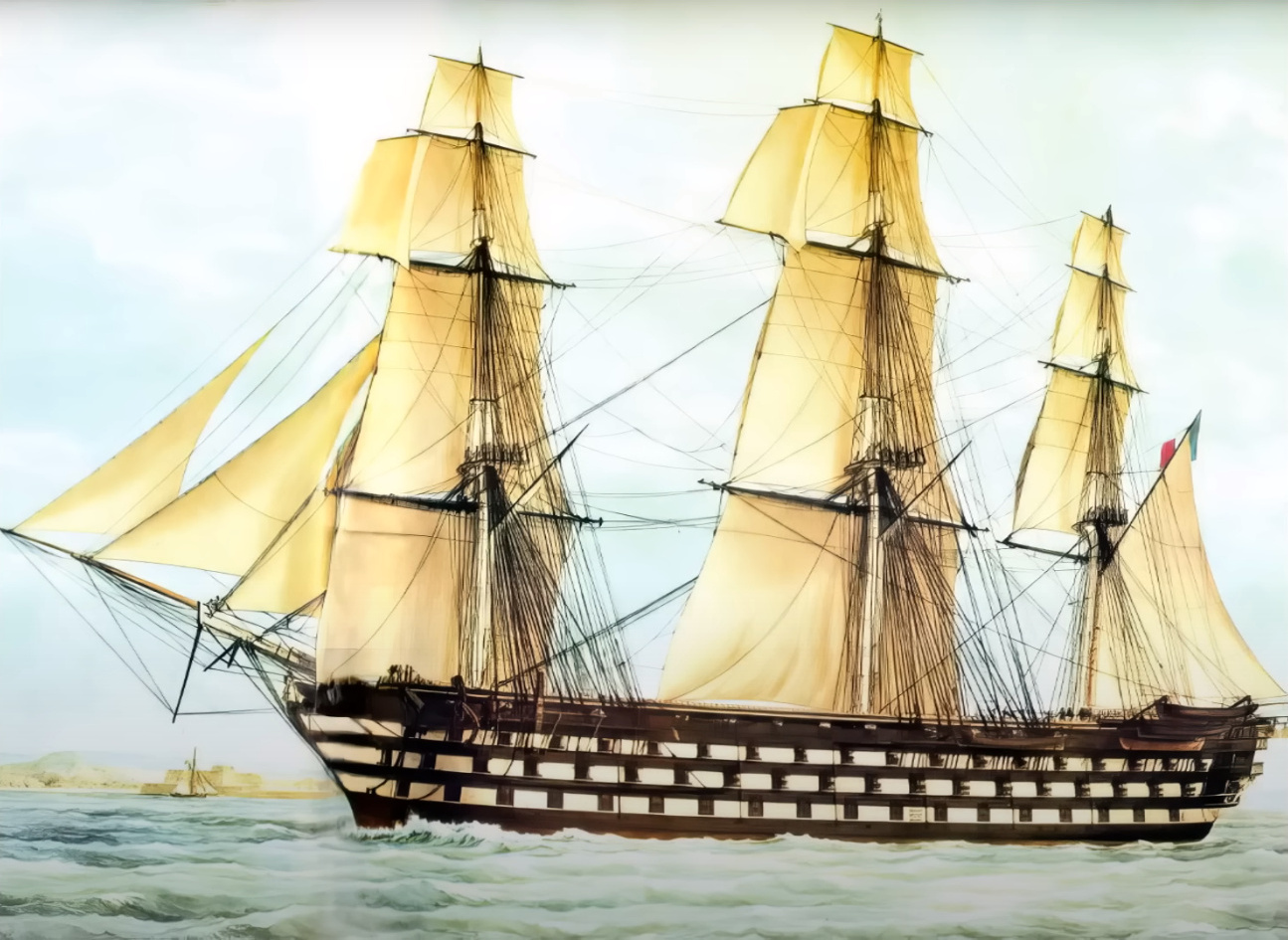
Zeitgenössisches Aquarell des Linienschiffes Valmy

Mehrere Schiffe der französischen Marine erhielten nach der Schlacht den Namen Valmy. So im Jahr 1847 das Linienschiff Valmy mit 120 Geschützen, das größte und letzte reine Segelkriegsschiff ohne Hilfsmaschine der französischen Marine, im Jahr 1892 das Küstenpanzerschiff Valmy der gleichnamigen Schiffsklasse und im Jahr 1928 der Großzerstörer Valmy der Guépard-Klasse.
Frankreichs Heerführer im Ersten Weltkrieg, Ferdinand Foch, kommentierte „Valmy“ mit den Worten: „Die Kriege der Könige waren damit zuende gegangen, die Kriege der Völker begannen.“

### Goethe
Weltgeschichtlichen Rang verlieh der Kanonade Johann Wolfgang von Goethe, der als Begleiter des Herzogs Karl August von Sachsen-Weimar den Feldzug mitgemacht hatte. Er teilte dreißig Jahre später in seinem autobiografischen Bericht Kampagne in Frankreich mit, er habe am Abend nach der Kanonade von Valmy im Kreis einiger Offiziere den Ausspruch getan:

„Von hier und heute geht eine neue Epoche der Weltgeschichte aus, und ihr könnt sagen, ihr seid dabei gewesen.“

Dass Goethe sich gegenüber den Soldaten der Koalition am Abend des 20. September 1792 so geäußert hat, verneint die neuere Literaturwissenschaft. Niemand außer Goethe selbst hat diesen Satz überliefert. Arno Borst meint, das strategisch eher unbedeutende, ungeplante und unentschieden gebliebene Gefecht habe erst durch die 1820/1821 niedergeschriebenen Goethe-Worte den Rang eines historischen Ereignisses bekommen, ohne eines gewesen zu sein: „Dies ist das reinste Beispiel einer Wirkungsgeschichte von Kunstwerken, die sich denken lässt.“ Goethes Worte wurden nach 1822 populär, fortan fehlten sie in kaum einer Veröffentlichung zur Kanonade.
Goethe hatte die deutschen Gefallenen auf „nur zwölfhundert Mann“ beziffert. Die Zahl ist offenbar frei erfunden oder geht auf einen Druck- oder Abschreibefehler zurück. Dennoch wird sie gelegentlich weitergegeben, so von dem australischen Preußen-Historiker Christopher Clark, oder ausgeschmückt wie von Dieter Hildebrandt, der Valmy als „fürchterliches Blutbad“ schildert, bei dem „Preußen und Österreicher“ von der „gewaltigen Kanonade“ der Franzosen „förmlich zermalmt“ wurden.

### Denkmäler

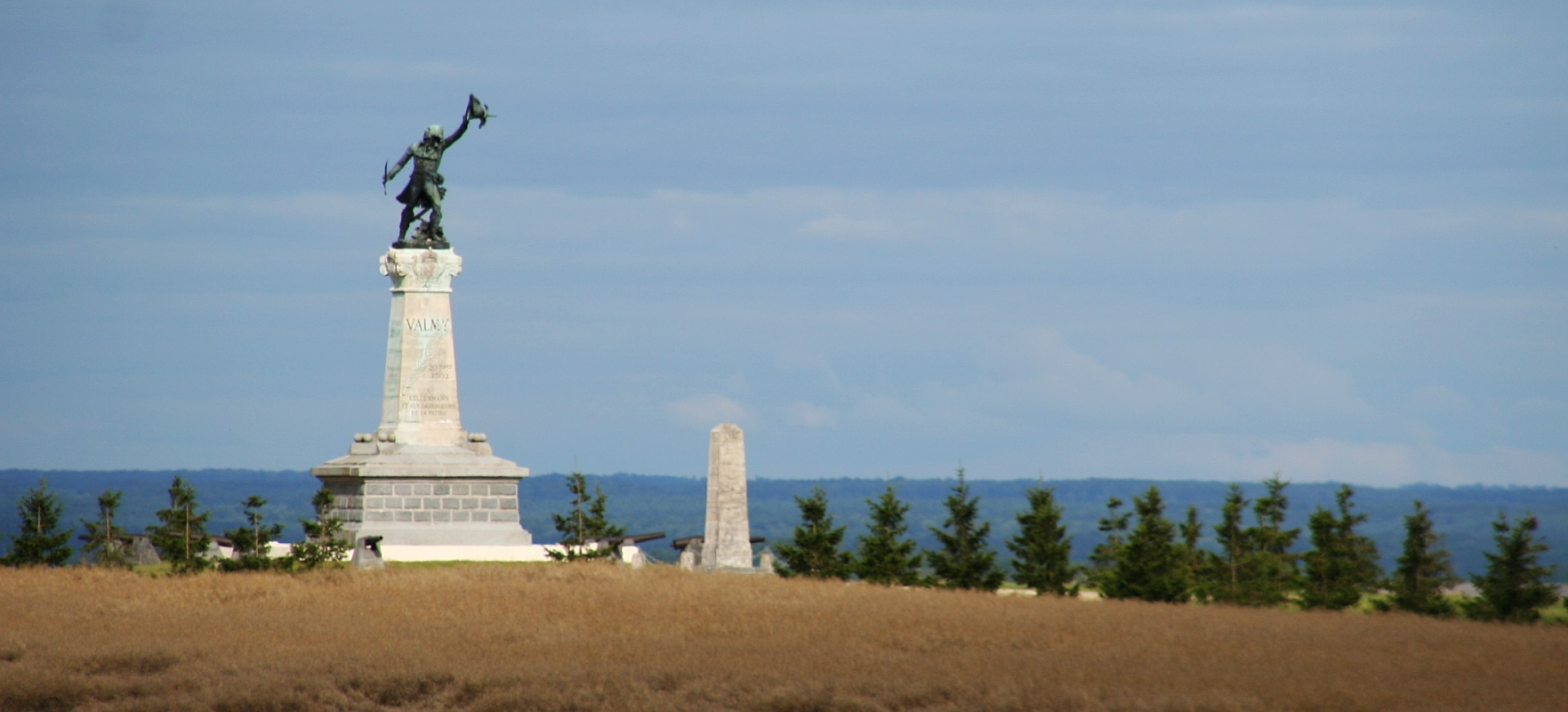
Die beiden Kellermann-Denkmäler: links die Statue, rechts der Obelisk

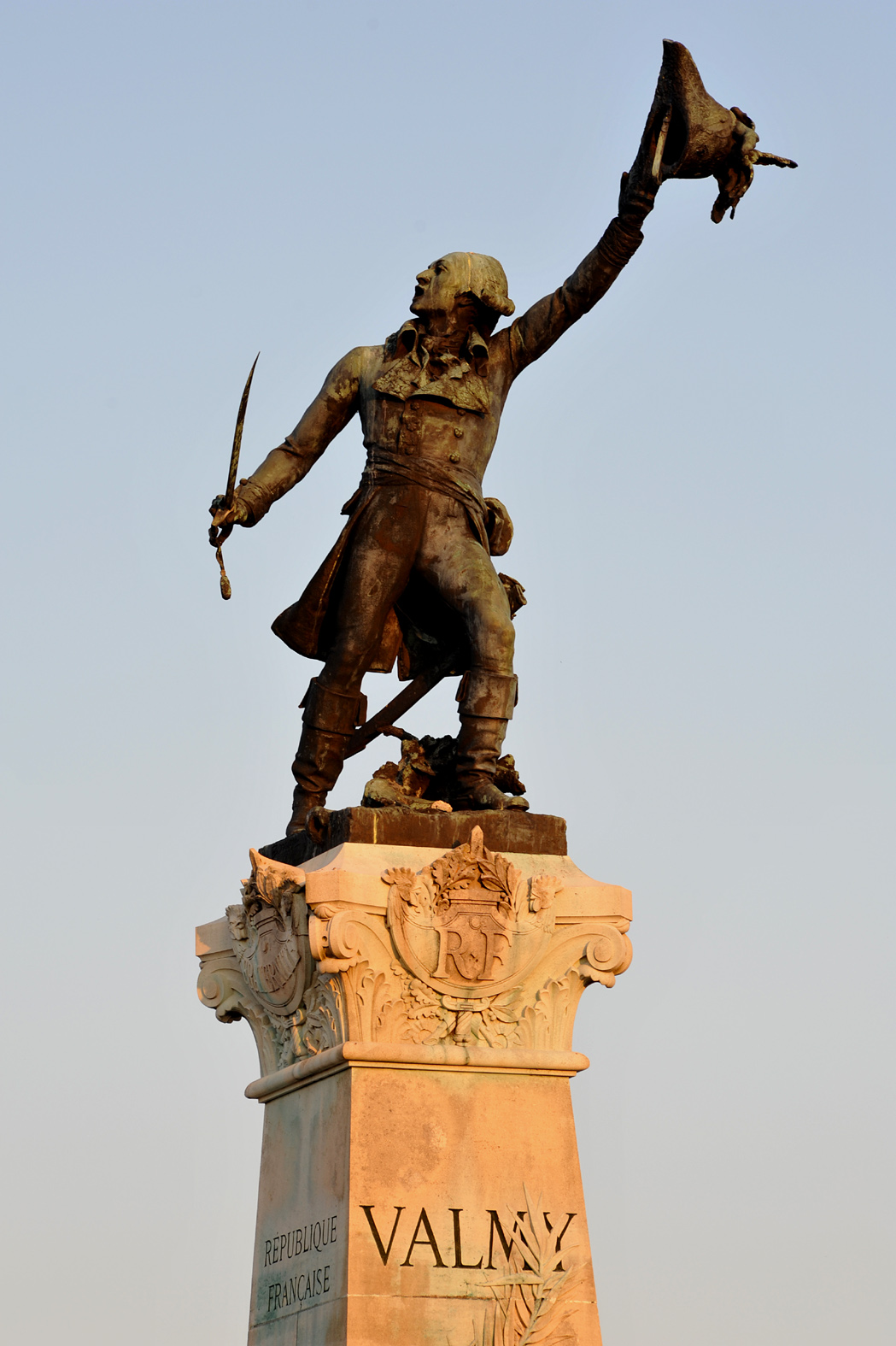
Die Kellermann-Statue

Seit 1892 steht in der Nähe des Obelisken auch eine Kellermann-Statue auf dem Schlachtfeld, die den General im Moment seiner mitreißenden Ansprache zeigt. Goethes berühmte Worte sind in das Denkmal eingemeißelt.
Inzwischen zieren den Ort auch eine Statue des südamerikanischen Freiheitshelden Francisco de Miranda, eines Teilnehmers, der nach dem Tag von Valmy zum General der Revolutionsarmee ernannt worden war, und eine Büste seines Schülers Simón Bolívar.
Das Schlachtfeld liegt an der Voie de la Liberté, woran ein amerikanischer Panzer erinnert.

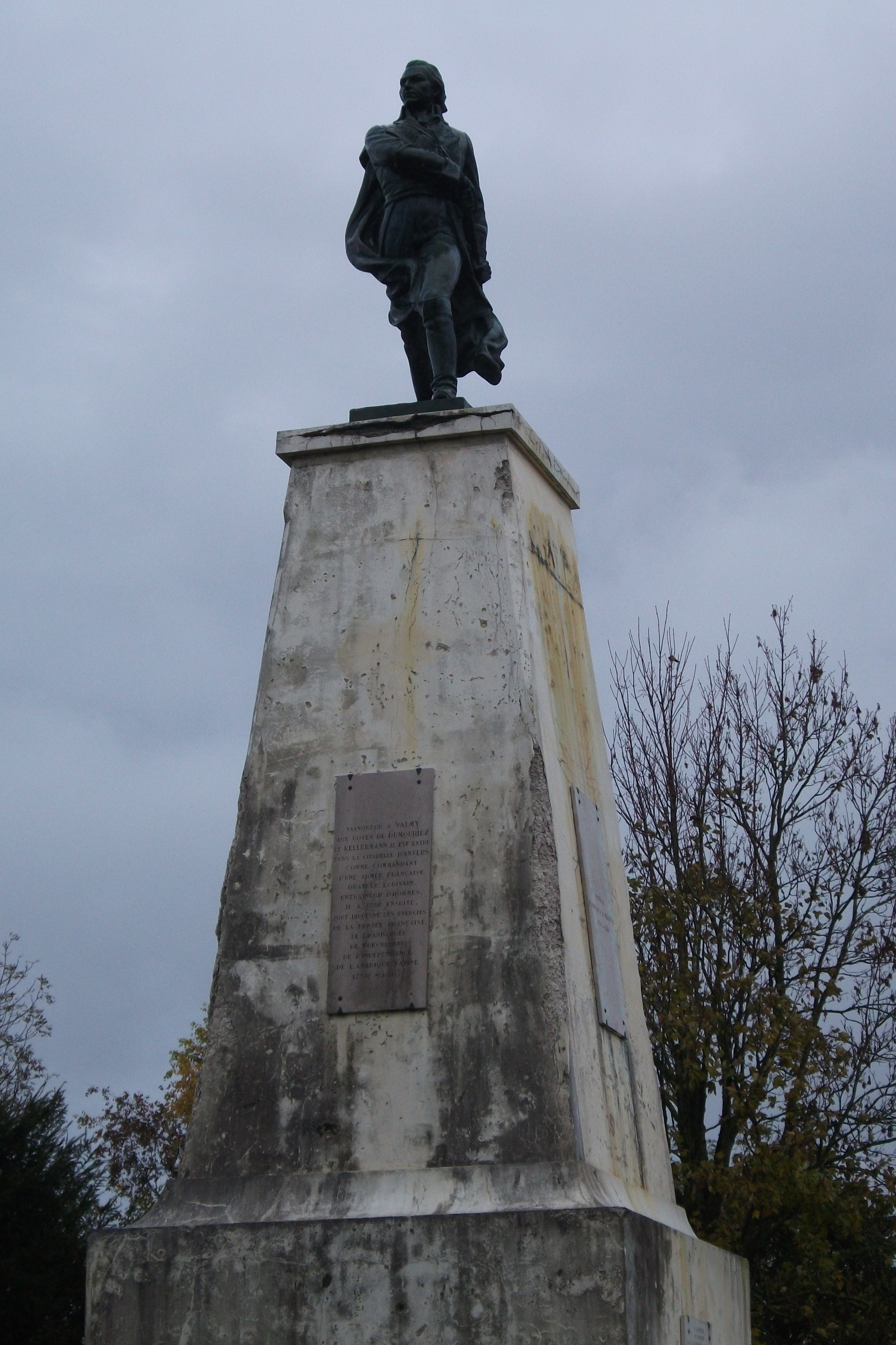
Standbild Francisco de Mirandas bei Valmy
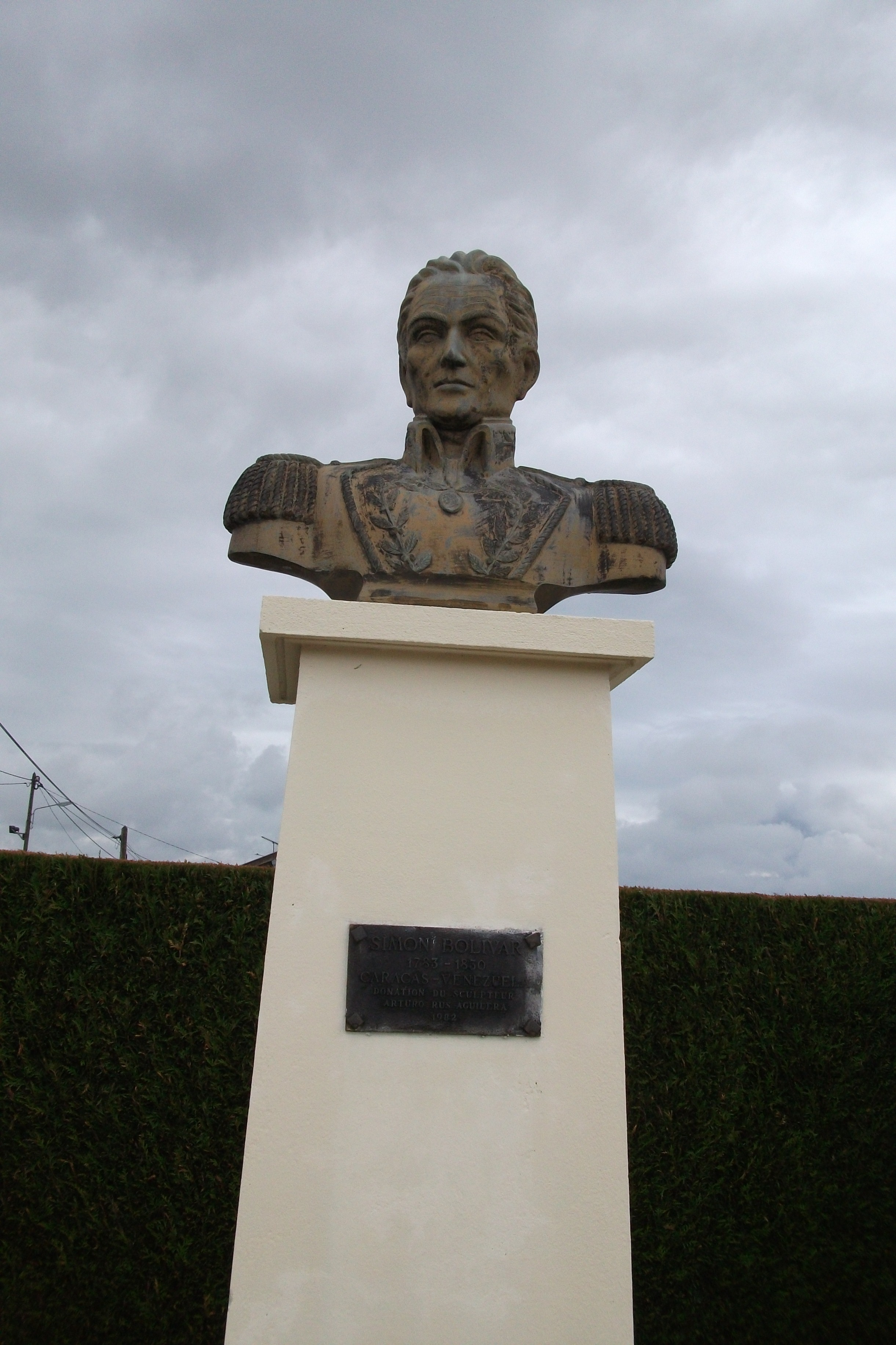
Büste Simón Bolívars bei Valmy
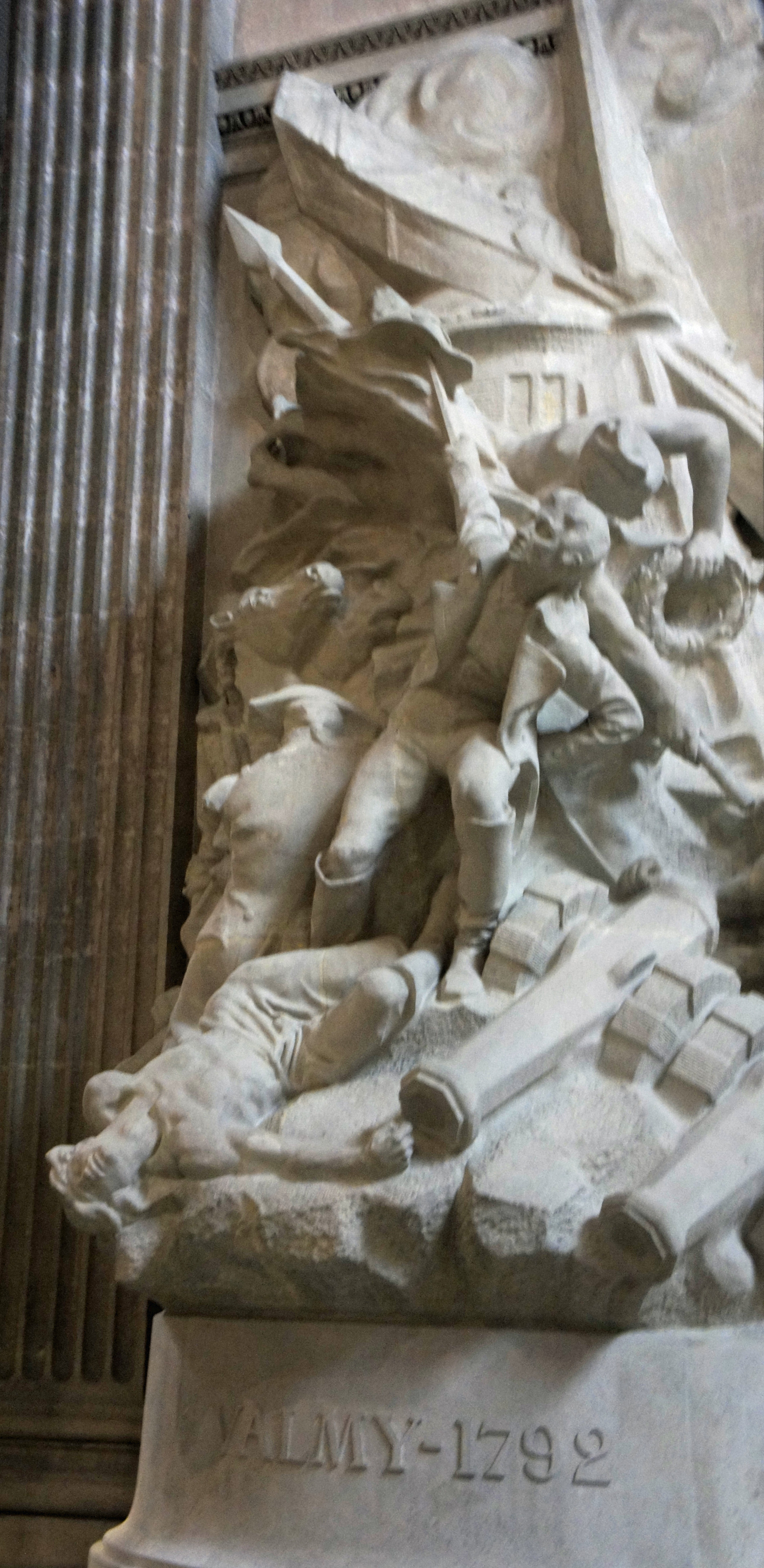
Hochrelief Valmy 1792 im Pariser Pantheon